# José Serrizuela
José Tiburcio Serrizuela (* 10. Juni 1962 in Palo) ist ein ehemaliger argentinischer Fußballspieler. Der Verteidiger spielte auf Vereinsebene unter anderem für Rosario Central, River Plate und Independiente Avellaneda und nahm mit der Nationalmannschaft seines Heimatlandes an der Fußball-Weltmeisterschaft 1990 in Italien teil, wo die Vizemeisterschaft errungen werden konnte.

## Karriere

### Vereinskarriere
José Serrizuela, geboren 1962, begann mit dem Fußballspielen beim Verein CA Los Andes aus der Provinz Buenos Aires. Dort agierte der Abwehrspieler vier Jahre lang von 1980 bis 1984, ehe ihn der doch schon etwas größere, aber mittlerweile in die Zweitklassigkeit abgeglittene Klub Rosario Central verpflichtete. Im Trikot von Rosario Central machte Serrizuela 41 Ligaspiele im Rahmen der zweiten argentinischen Fußballliga, erzielte dabei sieben Treffer und verhalf seiner Mannschaft zur direkten Rückkehr in die Primera División, nachdem der Meister von 1980 im Vorjahr überraschend abgestiegen war. Nach dem Aufstieg verließ Serrizuela Rosario Central und verpasste damit den großen Wurf, der der Mannschaft von Trainer Ángel Tulio Zof im Folgejahr mit dem Gewinn der argentinischen Meisterschaft gelang.
José Serrizuela schloss sich stattdessen CA Lanús an, um nur ein Jahr später weiterzuziehen zu Racing de Córdoba, wo er von 1986 bis 1988 zwei Jahre lang Fußball spielte und für den heutzutage in der Bedeutungslosigkeit versunkenen Verein 74 Spiele in der höchsten argentinischen Fußballliga machte. 1988 wechselte er erneut den Arbeitgeber und ging zu River Plate, um dort wieder zwei Jahre unter Vertrag zu stehen. Unter Trainer Daniel Passarella gelang dem Team um Spieler wie etwa Sergio Batista, Héctor Enrique oder Gabriel Batistuta in der Saison 1989/90 der Gewinn der argentinischen Fußballmeisterschaft durch einen ersten Platz mit sieben Punkten Vorsprung auf CA Independiente.
Nach zwei Jahren und 45 Ligaspielen für River Plate verließ José Serrizuela den Verein im Sommer 1990 und ging nach Mexiko, wo er 1990 und 1991 nacheinander für Cruz Azul und CD Veracruz spielte. Nach einem einjährigen Engagement bei CA Huracán spielte er ab 1993 für Independiente Avellaneda. Im Trikot des Rekordchampions in der Copa Libertadores schaffte José Serrizuela seinen zweiten Meisterschaftsgewinn in Argentinien, in der Clausura 1994 wurde man Erster mit einem Zähler Vorsprung auf Huracán. In der Folge spielte Serrizuela noch bis 1996 bei Independiente, ohne jedoch weitere Titel gewinnen zu können. Danach ging er zum Lokalrivalen Racing Club, um ein Jahr später zu CA Talleres zu wechseln, dort die zweite Liga zu gewinnen und drei weitere Jahre darauf im Trikot seines Heimatvereins CA Los Andes seine Laufbahn im Alter von 38 Jahren zu beenden.

### Nationalmannschaft
Zwischen 1989 und 1990 brachte es José Serrizuela auf insgesamt acht Länderspiele in der argentinischen Fußballnationalmannschaft. Von Nationaltrainer Dr. Carlos Bilardo wurde er dabei ins Aufgebot der Südamerikaner für die Fußball-Weltmeisterschaft 1990 in Italien berufen. Dabei wurde der Verteidiger von River Plate in sieben Turnierspielen seiner Mannschaft eingesetzt und zeigte sich sowohl im Viertel- als auch im Halbfinale als sicherer Elfmeterschütze. Bei den beiden erst in diesem Modus gewonnenen Spielen gegen Jugoslawien und Gastgeber Italien versenkte Serrizuela seinen Strafstoß und trug damit zum Weiterkommen direkt bei. Er wurde auch im Endspiel gegen Deutschland eingesetzt, dieses ging jedoch mit 0:1 verloren. Nach dem Finale von Rom endete auch die kurze Nationalmannschaftskarriere von José Serrizuela.

## Erfolge
- Argentinische Meisterschaft: 2×

1989/90 mit River Plate
Clausura 1994 mit Independiente Avellaneda
- Primera B Nacional: 2×

1985 mit Rosario Central
1997/98 mit CA Talleres